# 杉山明

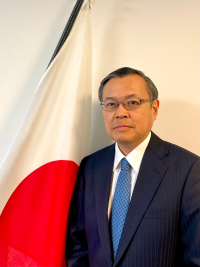
在ノルウェー日本国大使館ウェブページより（令和6年4月）

杉山 明（すぎやま あきら）は、日本の外交官。山形県警察本部長や、内閣官房内閣審議官、外務省儀典長を経て、駐ノルウェー特命全権大使。

## 人物・経歴
東京都出身。筑波大学附属駒場高等学校卒業。1984年東京大学法学部第3類（政治コース）卒業。外務省入省。外務省欧州局ロシア支援室長、外務省中南米局中南米課長、在ニューヨーク日本国総領事館領事等を経て、2010年国際連合日本政府代表部参事官（公使）。2013年警察庁長官官房付警視長。同年山形県警察本部長。
2015年外務省中南米局長補佐。同年外務省中南米局兼国際情報統括官付審議官。同年発足した国際テロ情報収集ユニットの次長に就任。同年内閣官房内閣審議官（内閣情報調査室）、内閣官房国際テロ情報集約室次長。2017年外務省儀典長〔大使〕。
2018年から駐スリランカ特命全権大使を務め、2019年にはコロンボで、総額2億6300万円を供与限度額とする無償資金協力「人材育成奨学計画」に関する書簡の交換を行った。また、2021年にはラジャパクサ大統領と会談し、英製薬大手アストラゼネカ製新型コロナワクチン60万回分の供与の要請を受けた。2021年特命全権大使（国際テロ対策・組織犯罪対策協力担当）、国際テロ対策・組織犯罪対策協力のための日本政府代表。2024年駐ノルウェー特命全権大使。

## 同期
- 有吉勝秀（23年コスタリカ大使・20年エルサルバドル大使）
- 礒正人（22年クロアチア大使・18年デュッセルドルフ総領事）
- 伊藤康一（24年ギリシャ大使・20年ニュージーランド大使）
- 伊藤直樹（24年ベトナム大使・19年バングラデシュ大使・17年シカゴ総領事）
- 今村朗（23年セルビア大使・20年ジョージア大使・23年セルビア大使）
- 岩井文男（20年サウジアラビア大使・15年イラク大使）
- 大森茂（17年セネガル大使・15年法務省名古屋入国管理局長）
- 岡田隆（20年アフガニスタン大使）
- 岡庭健（24年アラブ首長国連邦大使・21年ケニア大使）
- 菊田豊（21年ネパール大使・18年ナイジェリア大使）
- 下川眞樹太（22年フランス、アンドラ大使・19年ベルギー大使・17年大臣官房長・16年国際文化交流審議官）
- 鈴木哲（19年インド大使・17年総合外交政策局長・16年国際情報統括官）
- 竹若敬三（21年北極担当大使・19年ラオス大使）
- 千葉明（22年バチカン大使、19年ASEAN大使・16年ロサンゼルス総領事）
- 梨田和也（19年タイ大使・17年国際協力局長）
- 藤山美典（22年スイス兼リヒテンシュタイン大使）
- 藤原直（21年エディンバラ総領事）
- 正木靖（23年インドネシア大使・20年EU大使・17年欧州局長）
- 森下敬一郎（21年エクアドル大使・17年コロンビア大使）
- 山上信吾（20年オーストラリア大使・18年経済局長・17年国際情報統括官）
- 山田洋一郎（22年モルドバ大使・20年立命館アジア太平洋大学アジア太平洋学部教授（出向）・17年シアトル総領事）
- 山野内勘二（22年カナダ大使・18年ニューヨーク総領事・16年経済局長）